# Erzherzog Johann (Schiff)
Die Erzherzog Johann war ursprünglich der britische Dampfer Acadia, der für die Cunard Line fuhr. Sie wurde als Postdampfschiff auf Atlantikfahrt geschickt. Ihre Jungfernfahrt war am 4. August 1840 von Liverpool über Halifax nach Boston. Sie hatte Einrichtungen für 115 Passagiere I. Klasse. Im Januar 1849, nach 33 Atlantik-Rundreisen, wurde sie an die Reichsflotte verkauft.

## Geschichte
Der Schaufelraddampfer Acadia der Cunard Linie hatte mit seiner in Boston am 3. Dezember 1846 begonnenen und am 16. Dezember in Liverpool endenden Fahrt die von Henry Jacob Bigelow verschickte Nachricht von der ersten erfolgreichen öffentlichen Demonstration der seinerzeit neuartigen Narkose mit Äther vom amerikanischen Boston nach Europa gebracht (Empfänger des Schreibens war der Arzt Francis Boott). Der Schiffsarzt der Acadia, William Fraser, war dann bei der ersten modernen Narkose mittels Äther auf europäischem Boden durch Francis Boott am 19. Dezember in London beteiligt.
Nach dem Ankauf des Schiffes zusammen mit der Britannia, traf sie mit einigen Tagen Verspätung, am 25. März 1849, in Bremerhaven ein. Da sie auf dem Weg von Liverpool nach Terschelling strandete, musste sie ins Trockendock von Brake gebracht werden, um die Schäden zu beheben. Die Umbau- und Reparaturarbeiten, im Zuge welcher sie auch nach Johann von Österreich in Erzherzog Johann umbenannt wurde, dauerten noch bis 1851. Die ursprüngliche Barktakelage wurde auf Schonerbriggtakelung umgestellt und das Spiegelheck zur Aufstellung eines Geschützes zum Rundheck umgebaut. Sie wurde außerdem, wie auch ihr Schwesterschiff Barbarossa, mit einer Galionsfigur versehen. Da das Schiff für Kriegszwecke nicht mehr fertiggestellt werden konnte, diente es den Rest seiner Flottenzeit als Schulschiff für die Ausbildung der Schiffsjungen.
In Bremerhaven wurde am 20. März 1853 die Radfregatte Erzherzog Johann versteigert. Den Zuschlag erhielt die Reederei Fritze & Co. in Bremen. Das Schiff wurde wieder zu einem Fahrgastschiff umgebaut und im Atlantik-Verkehr eingesetzt. Mit dem neuen Namen Germania machte sie von Bremerhaven aus noch vier Atlantikrundreisen (die erste sowie die zweite Hinfahrt unter Kapitän Wilhelm Bremer, alle weiteren Fahrten bis zum Verkauf nach England unter Kapitän HAF Neynaber)  als zweiter Bremer Dampfer auf dieser Linie. Im Krimkrieg fuhr Germania in britischer Charter als Truppentransporter. Germania war (neben Hansa) einer der beiden einzigen hölzernen Überseeraddampfer unter deutscher Flagge, ausgerüstet mit speziell für Raddampfer gebauten einzylindrigen Seitenhebel-Dampfmaschinen im Niederdruckbereich. Das Schiff wurde 1857 in Greenwich abgewrackt.